# MPDU1
MPDU1‏ (Mannose-P-dolichol utilization defect 1) هوَ بروتين يُشَفر بواسطة جين MPDU1 في الإنسان.